# C.I.D. (1956)
C.I.D. ist ein indischer Kriminalfilm von Raj Khosla aus dem Jahr 1956.

## Handlung
Der Chefredakteur der „Bombay Times“ Srivastav wird ermordet. Der Dieb Master, als einziger Zeuge, wird dann auch gleich von der Polizei festgenommen. Doch Inspektor Shekhar weiß, dass Master unschuldig ist, denn im Auto von Rekha hat er den wahren Täter verfolgt. Shekhar entlässt Master und fängt den wahren Mörder: Sher Singh, der auch dank Masters Aussage inhaftiert werden konnte. Aber Shekhar ist auch bewusst, dass jemand Wichtigeres hinter der Tat stand. Die schöne Kamini bestätigt ihn bei seiner Vermutung. 
Während Shekhar mit Rekha zusammenkommt, die sich als die Tochter des Oberaufsehers entpuppt, wird der Mörder Singh im Gefängnis ermordet. Und die Tat wird Shekhar angelastet. Nun muss Shekhars Unschuld bewiesen werden. 
Bald stellt sich heraus, dass Dharamdas hinter allem steckt. Mit Hilfe von Kamini kann Shekhar den wahren Täter inhaftieren, der versucht hatte Rekha abzustechen und auf frischer Tat ertappt wurde.

## Musik
| Lied                                    | Sänger                        |
| --------------------------------------- | ----------------------------- |
| Aei Dil Hai Mushkil Jeena Yahaan        | Geeta Dutt, Mohammad Rafi     |
| Aankhon Hi Aankhon Mein Ishaara Ho Gaya | Geeta Dutt, Mohammad Rafi     |
| Jaata Kahaan Hai Deewaane               | Geeta Dutt                    |
| Leke Pehla Pehla Pyaar                  | Shamshad Begum, Mohammad Rafi |
| Kahin Pe Nigaahen Kahin Pe Nishaana     | Shamshad Begum                |
| Bhooj Mera Kya Naam Re                  | Shamshad Begum                |

Die Liedtexte zur Musik von O. P. Nayyar schrieben Majrooh Sultanpuri und Jan Nissar Akhtar.

## Auszeichnungen
Nominierungen bei den Filmfare Award 1957
- Filmfare Award/Bester Nebendarsteller an Johnny Walker
- Filmfare Award/Beste Musik an O. P. Nayyar

## Kritik
CID war Raj Khoslas erster Filmerfolg. Er wird von Waheeda Rehmans strahlender Erscheinung in ihrer ersten Rolle in einem Hindi-Film dominiert. Ihre Sinnlichkeit kommt besonders da zur Geltung, wo sie versucht den Verbrecherboss zu verführen (zu dem Song Kahin Pe Nigahen), um die Flucht des Helden zu ermöglichen.